# Werewolf: The Last Warrior
Werewolf: The Last Warrior (яп.  Choujinrou Senki Warwolf) — видеоигра жанра Action-платформер, разработанная компанией SAS Sakata эксклюзивно для игровой системы Nintendo Entertainment System и выпущенная в Северной Америке и Европе компанией Data East 28 июня 1990 года и 26 сентября 1991 года соответственно и 28 июня 1991 года компанией Takara в Японии.

## Игровой процесс
Werewolf: The Last Warrior представляет собой типичный двухмерный платформер с уклоном в action с боковым скроллингом вроде игр серий Batman и Castlevania или игры Altered Beast, с которой Werewolf во многом схож. Главный герой, собирая специальные символы, может превращаться в оборотня или возвращаться в человеческий облик, однако, проходить игру намного предпочтительнее полностью оборотнем. Помимо того, что игрок-человек становится намного слабее и уязвимее, в игре есть места, которые можно пройти только будучи перевоплощённым. Оборотень перемещается на задних лапах, а передние конечности заканчиваются длинными острыми клинками, с помощью которых он не только расправляется с врагами, но и преодолевает препятствия, карабкаясь по стенам и даже по потолку. Кроме того, собрав определённое количество символов «гнева», игрок превращается в супер-оборотня, в два раза сильнее обычного и способного совершать более высокие прыжки.
Игра состоит из пяти уровней, разбитых каждый на два или три этапа, в конце каждого из которых игроку предстоит встреча с врагом. Игровые локации выдержаны в мрачном футуристическом стиле. На прохождение каждого уровня отведено определённое количество времени, по истечении которого игра заканчивается. Правда время заканчивается очень редко.

## Сюжет
Сюжет предельно прост и в самой игре до конца не объяснён, что в общем-то характерно для аркадных игр того времени. Подробнее обо всём происходящем объясняется в небольшом комиксе, идущем в комплекте с Werewolf: The Last Warrior. Суть сводится к тому, что мир захватил безумный учёный Лоуренс Фэрьян (англ. Lawrence Faryan), поработив людей с помощью армии био-мутантов. И, естественно, миссия по спасению мира ложится на плечи одного единственного героя, но не простого человека, а оборотня.

## Критика
Werewolf: The Last Warrior получила неоднозначные оценки, от весьма высоких до минимально низких. Во многих рецензиях в минус игре ставилась её очень высокая сложность и частые графические глюки.

### Рецензии
- Посвящённый старым видеоиграм 1980-х — 1990-х годов сайт Just Games Retro поставил игре 74 %. В рецензии было сказано, что хотя игра больше рассчитана на опытных игроков, поиграть в неё стоит каждому. В игре были упомянуты удобное управление, неплохая графика и очень высокий уровень сложности уже с первых минут игры[2].
- Широкопрофильный англоязычный веб-сайт Review Busters оценил Оборотня всего в 2,75/10, назвав игру одним из худших платформеров на NES. «Игра так начинает раздражать, что хочется забросить геймпад подальше» — говорится в рецензии[3].
- Другой англоязычный веб-сайт — Video Game Critic, поставил игре практически минимальную оценку — F (ниже только F-). Графическое оформление было названо бедным, а управление крайне неудобным. Также в рецензии говорилось о многочисленных глюках в игре, происходящих при скроллинге экрана[4].
- MobyGames — веб-сайт, посвященный каталогизации компьютерных игр, как прошлого, так и настоящего, поставил игре 3,2 балла из 10[5], а веб-сайт GameFAQs — популярный интернет-портал, публикующий ответы на часто задаваемые вопросы к компьютерным играм, а также прохождения, полезные советы и прочую информацию, оценил игру в 6,5 баллов из 10 по мнению читателей и 8,0/10 по мнению рецензентов[6].

## Команда разработчиков
Дизайнерами игры являются Т. Ванатабе и Эихиро Накатсу, оба работали также над играми для NES RoboCop и Bad Dudes, а Накатсу, кроме того, над рядом известных ролевых игр вроде Final Fantasy Tactics для PlayStation, Vagrant Story и Final Fantasy XII. Музыкальное оформление для Werewolf: The Last Warrior сделали Сюго Сакаи, Такафуми Миура и Юсукэ Такахама. Все трое известны по играм Bad Dudes Vs. DragonNinja, Boulder Dash и Heavy Barrel, а Сакаи участвовал также в разработке игр Super Smash Bros. Brawl для Wii, Kirby: Squeak Squad для Nintendo DS, Super Smash Bros. Melee для GameCube и других.